# Västnilotiska språk
Västnilotiska språk är en undergrupp inom nilotiska språk som talas i Sudan, Sydsudan, Kenya och Uganda.
Språkgruppen består av 24 olika språk som delas vidare i tre olika undergrupper:
- Dinka-nuer-språk
  - Nordöstliga dinka
  - Nordvästliga dinka
  - Centralsydliga dinka
  - Sydvästliga dinka
  - Sydösterliga dinka
  - Nuer
  - Reel
- Luospråk
  - Anuak
  - Belanda-bor
  - Luwo
  - Burun
  - Jumjum
  - Mabaan
  - Shilluk
  - Thuri
  - Päri
- Sydliga västnilotiska språk
  - Jopadhola
  - Kumam
  - Thur
  - Alur
  - Acholi
  - Lango
  - Luo